# Подлесье (Ляховичский район)
Подлесье (бел. Падле́ссе) — агрогородок в Ляховичском районе Брестской области Беларуси, в составе Жеребковичского сельсовета. До 2013 года был центром Подлесского сельсовета. Население — 481 человек (2019).

## География
Подлесье находится в 7 км к северо-востоку от города Ляховичи. Село находится на водоразделе бассейнов Немана и Днепра, юго-восточней села берёт начало река Нача, а западней и северней берут начало ручьи, впадающие в реку Ведьма. Подлесье связано местными автодорогами с Ляховичами и окрестными деревнями. С запада к селу примыкает деревня Улазовичи. Чуть южнее села проходит ж/д линия Барановичи — Слуцк, есть ж/д платформа Подлесье.

## История
В 2010 году деревня Подлесье преобразована в агрогородок.

## Культура
- Дом культуры
- Музей ГУО "Подлесская базовая школа"

## Достопримечательности
- Свято-Духовская церковь. Построена во второй половине XVIII века из дерева. Рядом с церковью — каменная колокольня. Церковь — памятник традиционной деревянной архитектуры с элементами классицизма[5].
- Братская могила советских воинов. Похоронены 139 бойцов, погибших в 1941 и 1944 годах. В 1957 году установлен памятник — скульптура солдата[5]. Братская могила включена в Государственный список историко-культурных ценностей Республики Беларусь[6].

## Галерея

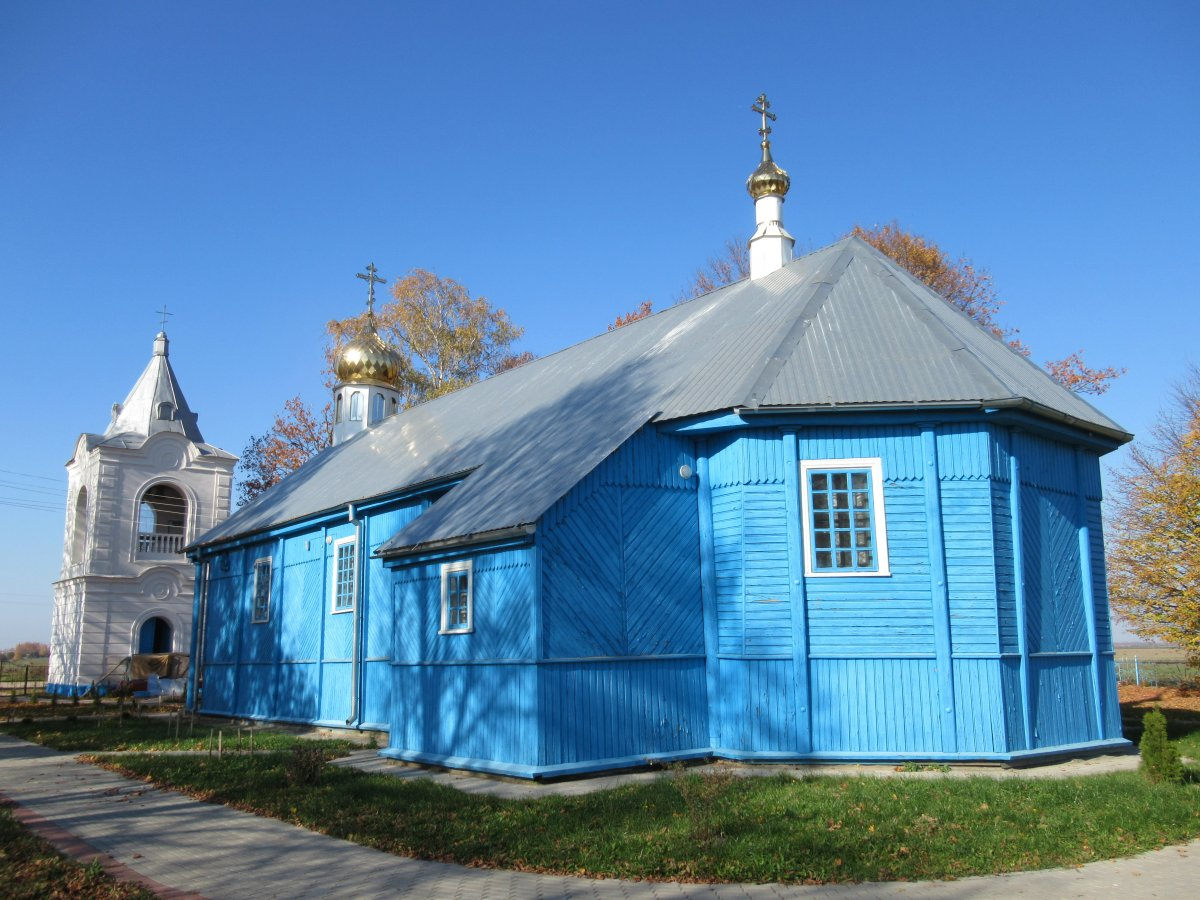
Свято-Духовская церковь
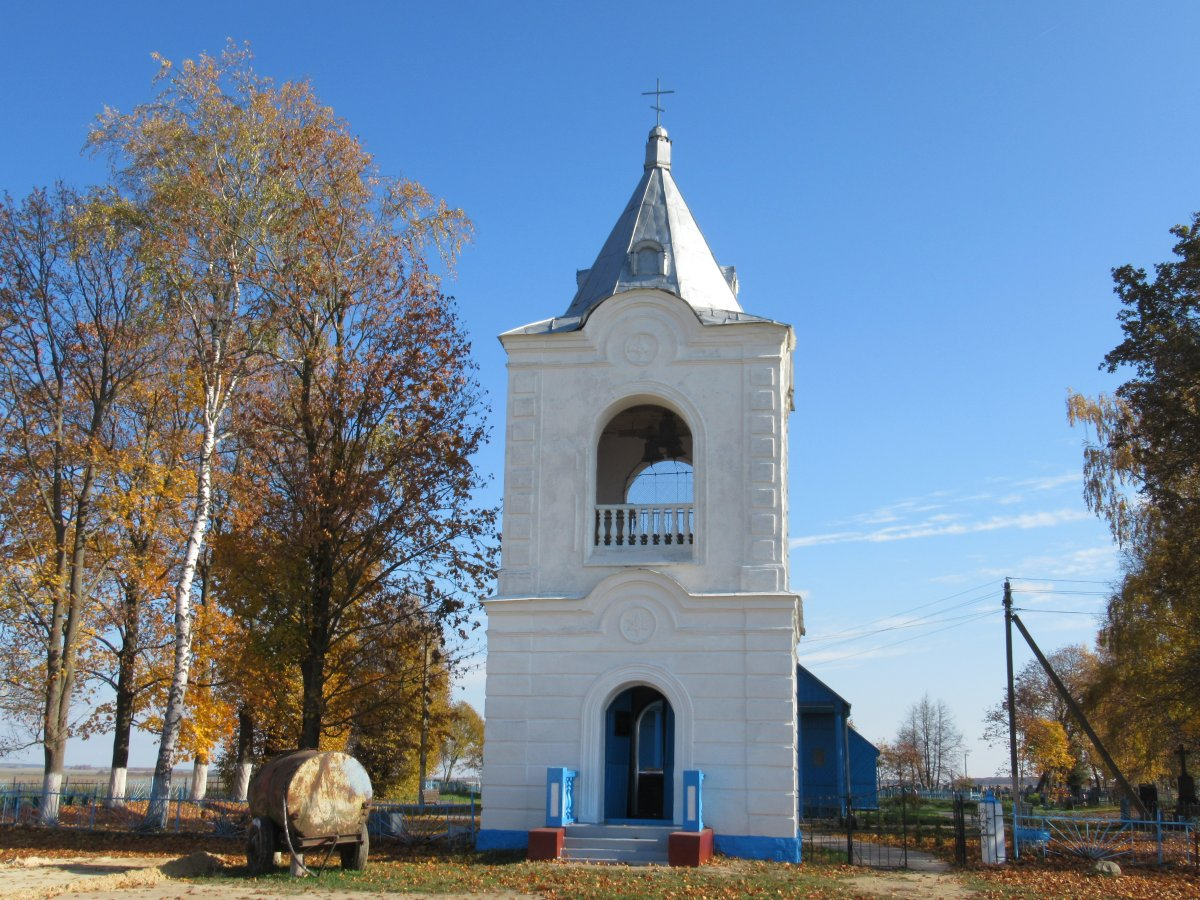
Колокольня
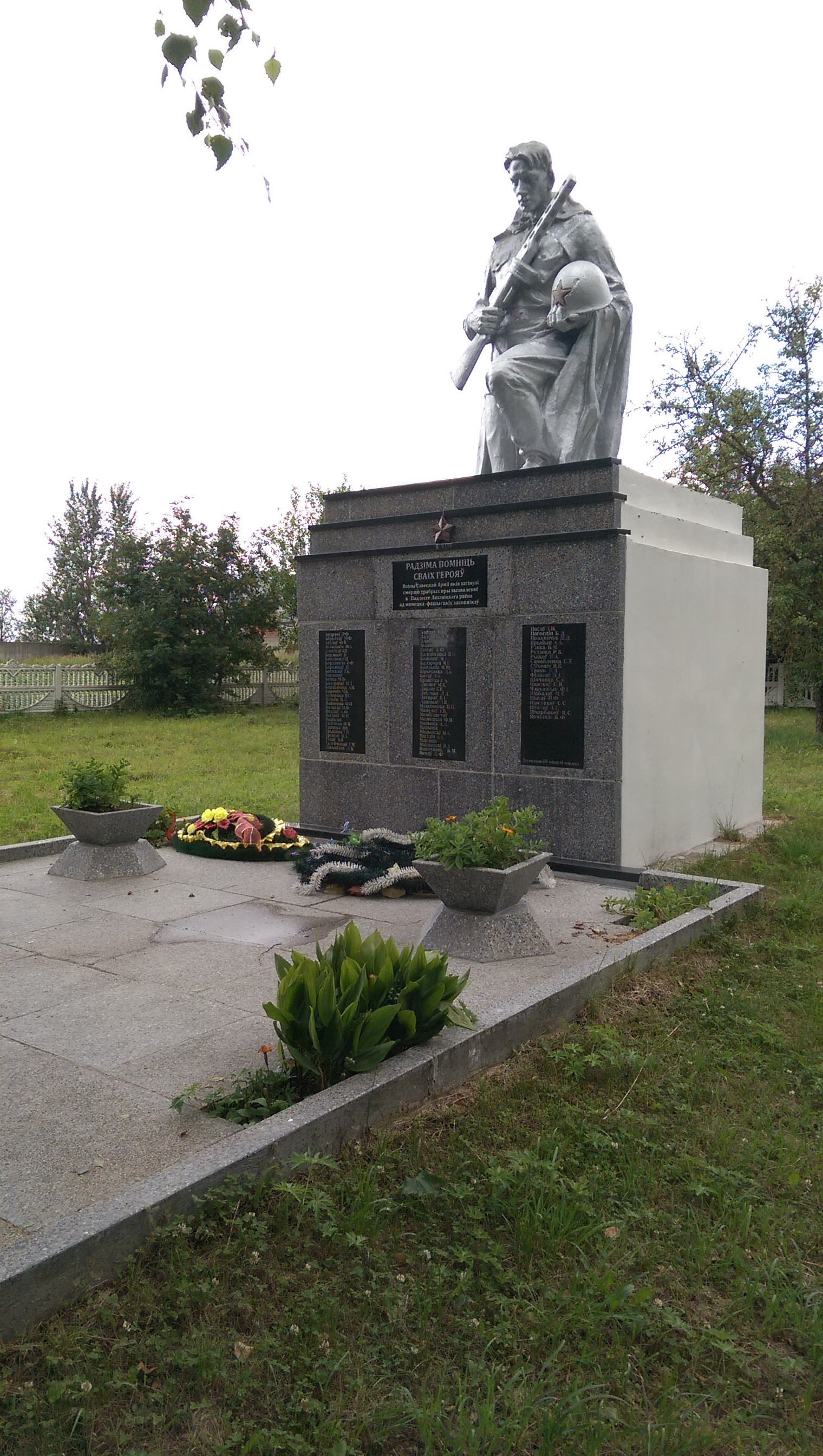
Братская могила